# Tetenbüll
Tetenbüll (dänisch: Tetenbøl) ist eine Gemeinde auf der Halbinsel Eiderstedt im Kreis Nordfriesland. Sie wird vom Amt Eiderstedt verwaltet. Kaltenhörn, Warmhörn, Wasserkoog und Sieversfleth liegen im Gemeindegebiet.

## Geografie

### Geografische Lage
Das Gemeindegebiet von Tetenbüll erstreckt sich im nördlichen Teil der Halbinsel Eiderstedt im zugehörigen Naturraum der Eiderstedter Marsch im Norden beginnend am Küstenabschnitt südlich vom Wattenmeertief der Hever.
Die im 12. Jahrhundert mit einem etwa 1,5 Meter hohen Sommerdeich umgebene Marschinsel Eiderstedt wurde ab dem ausgehenden 14. Jahrhundert nach Norden hin erweitert. Nach der verheerenden Zweiten Marcellusflut von 1362 wurden zunächst der Tetenbüller Kirchen- sowie der Tetenbüller Osterkoog im ausgehenden 14. Jahrhundert landfest gemacht. Ihnen folgten im Laufe der nachfolgenden zwei Jahrhunderte:
- Tetenbüller Marschkoog (um 1400)
- Reinsbüllkoog (um 1400)
- Tetenbüller Trockenkoog (1475)
- Adenbüller Koog (1529)
- Altneukoog (1559)
- Sieversflether Koog (1610)
- Wasserkoog (1617)

Zur Gemeinde gehören auch der östliche Teil des 1937 eingedeichten Norderheverkooges. Warmhörn und (anteilig) Kaltenhörn sind weitere Wohnplätze innerhalb von Tetenbüll.

### Nachbargemeinden
An Tetenbüll grenzen:
| Osterhever           |                                             | Norderfriedrichskoog |
| Poppenbüll           | Kompassrose, die auf Nachbargemeinden zeigt | Oldenswort           |
| Garding (Kirchspiel) | Katharinenheerd                             | Kotzenbüll           |

## Religion
Tetenbüll bildet gemeinsam mit Katharinenheerd die Kirchengemeinde Eiderstedt/Mitte innerhalb der Evangelisch-lutherische Kirche in Norddeutschland.

## Politik

### Gemeindevertretung
Bei der Kommunalwahl am 14. Mai 2023 wurden insgesamt neun Sitze vergeben. Von diesen erhielt die CDU vier Sitze, die Grünen drei Sitze und die Kommunale Wählergemeinschaft Tetenbüll zwei Sitze.

### Bürgermeister
Für die Wahlperiode 2013–2018 wurde Thomas Lorenzen (CDU) zum neuen Bürgermeister gewählt. Er folgte auf Henning Möller (CDU) der das Amt 23 Jahre innehatte.

## Kultur und Sehenswürdigkeiten
Eine erste Kapelle wurde um 1113 erbaut; die heutige Kirche St. Anna entstand um 1400 nach der Eindeichung des Tetenbüller Kirchenkooges. Die Holzbalkendecke schmückt eine aus dem 18. Jahrhundert stammende Malerei, die den Weg Christi zeigt. An der Nordempore von 1612 sind dreißig Szenen aus dem Alten Testament in Bildern dargestellt.

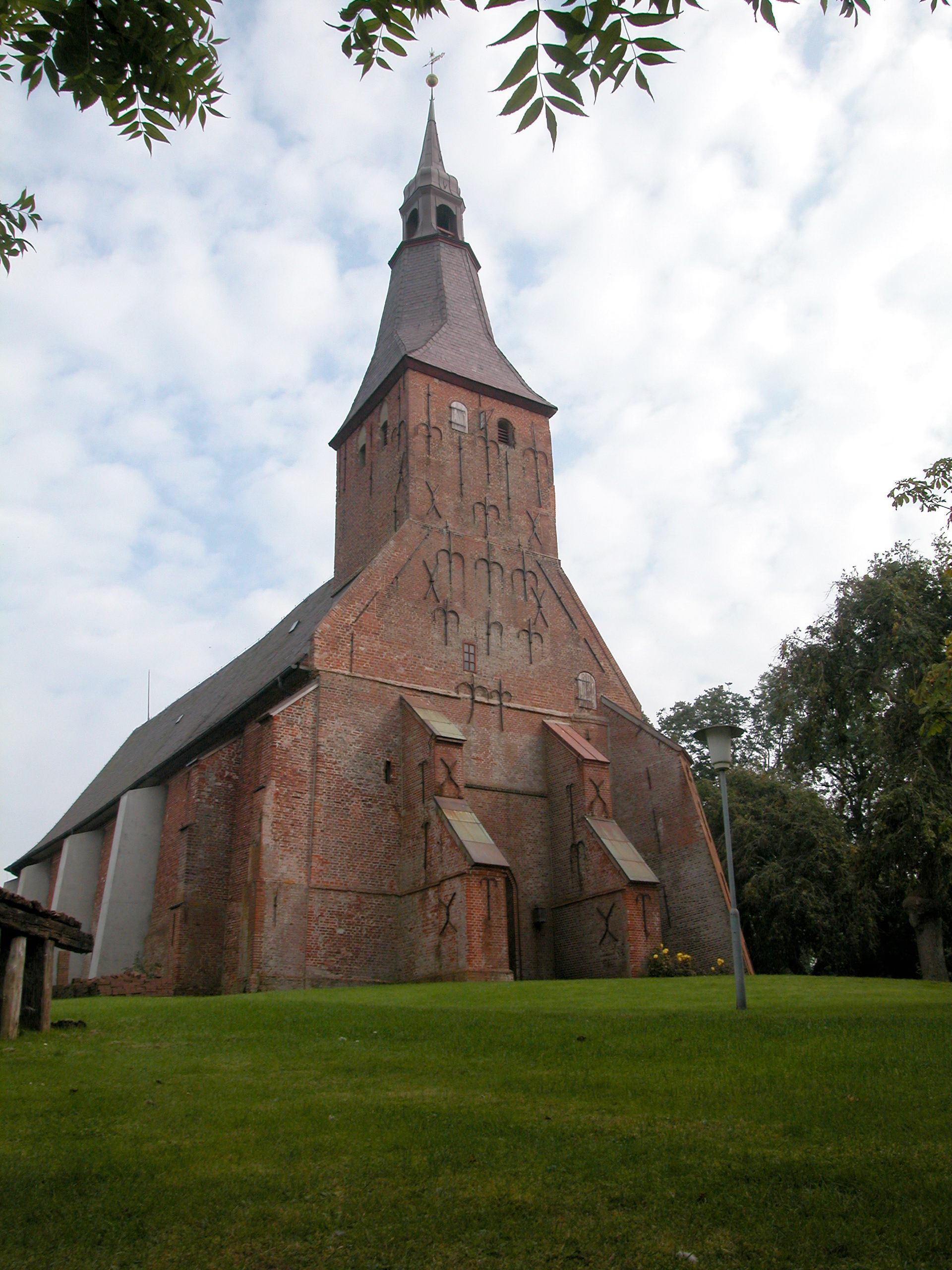
Tetenbüll, St. Anna
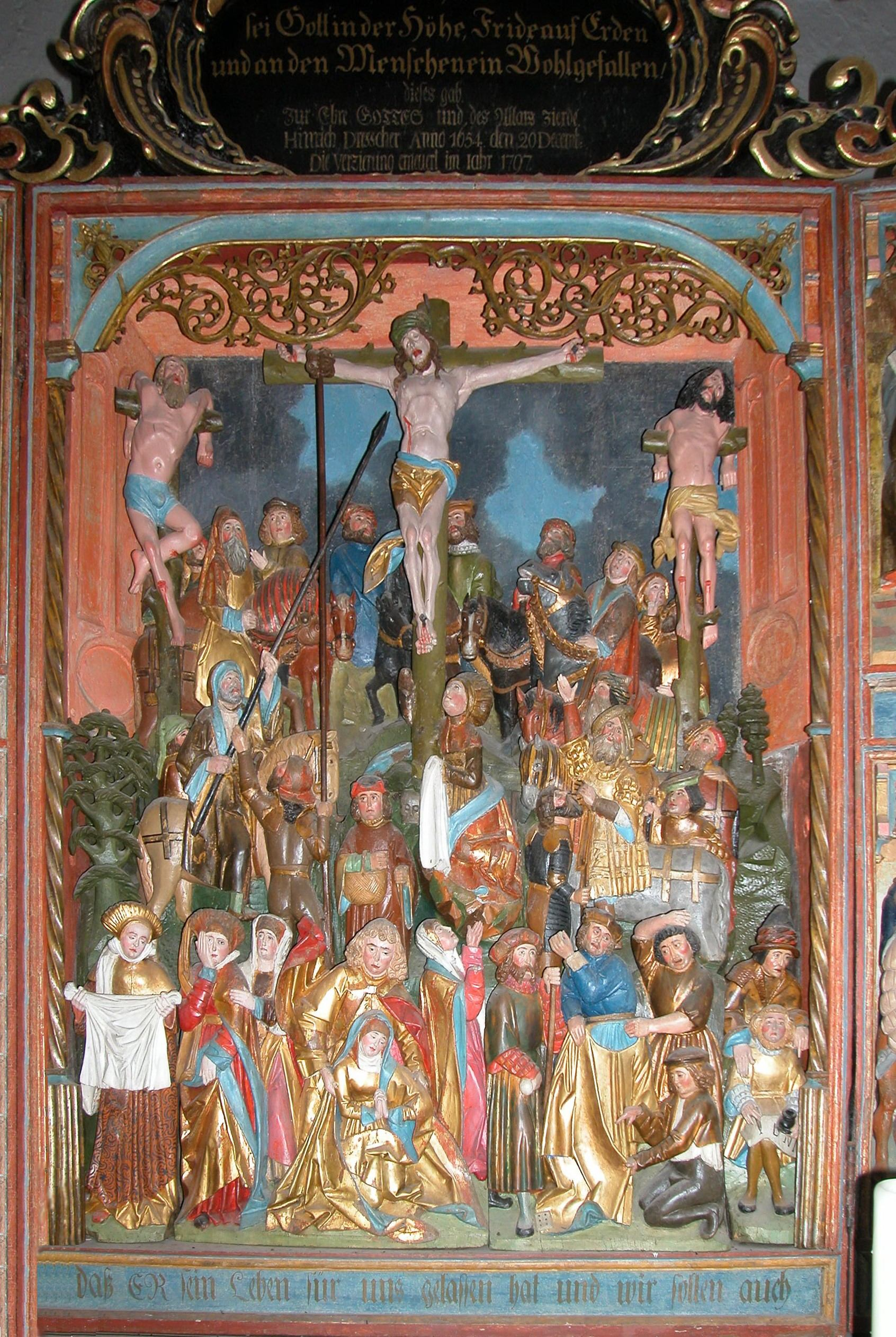
St. Anna, holzgeschnitztes Altarbild

### Sport
Der Turn- und Sportverein Tetenbüll bietet Breitensport in den Sparten Volleyball, Turnen, Fußball, Badminton, Gymnastik, Tanzen und Floorball an. Er wurde im Jahr 1951 gegründet.
Der Ringreiterverein bietet eine besondere Pferdesportart an. Mit einer Lanze ist im Galopp ein Ring unterschiedlicher Größe aufzunehmen.
Das Boßeln wird in der Gemeinde von zwei Vereinen angeboten. Die Männer sind im Boßelverein von 1894 e. V. organisiert; die Frauen gehen diesem Sport im Fruunsboßelverein nach.

## Wirtschaft und Infrastruktur

### Allgemeine Wirtschaftsstruktur
Das Gemeindegebiet ist überwiegend landwirtschaftlich strukturiert, es gibt jedoch auch einige Gewerbeunternehmen und einen Hafen. Auch der Tourismus ist eine wichtige Einnahmequelle in der Gemeinde.

### Öffentliche Einrichtungen
In der Gemeinde sind ein Kindergarten und eine Grundschule ansässig. Letztere ist eine Außenstelle der Theodor-Mommsen-Grundschule in Garding.
Die Brandschutzbekämpfung wird durch die 1934 gegründete Freiwillige Feuerwehr Tetenbüll gewährleistet. Sie ist zugleich auch für das Gemeindegebiet Katharinenheerd zuständig.

### Verkehr
Durch das Gemeindegebiet von Tetenbüll führt die schleswig-holsteinische Landesstraße 242. Sie zweigt im Nachbarort Katharinenheerd von der Bundesstraße 202 in nördlicher Richtung ab und führt zur Landesstraße 32.
Die Bahnstrecke Husum–Bad St. Peter-Ording bedient als nächstgelegenen Haltepunkt die Station in Katharinenheerd. Hier hält im Schienenpersonennahverkehr des Nahverkehrsverbunds Schleswig-Holstein die Regionalbahn 64. In Husum besteht Umstiegsmöglichkeit in die Züge des Fernverkehrs u. a. von DB Fernverkehr. Hier halten verschiedene Intercity-Linien, die in Hamburg durchgebunden über die Marschbahn, nach Westerland auf Sylt verkehren.
Daneben ist die Gemeinde in ein seit August 2019 neu vom Kreis Nordfriesland aufgestelltes Rufbussystem eingebunden. Die Gemeinde zählt zum Rufbusgebiet Eiderstedt mit den zentralen Umstiegshaltestellen bei den Bahnstationen in Garding und Tönning. Im Gemeindegebiet werden flächendeckend 31 Haltestellen bedient.

## Söhne und Töchter der Gemeinde
- Johannes Nikolaus Tetens (1736–1807), deutscher Philosoph, Mathematiker und Naturforscher der Aufklärung
- Richard Harder (1896–1957), Philologe
- Philipp Johannsen (1864–1937), deutscher Politiker (Schleswig-Holsteinische Bauern- und Landarbeiterdemokratie (SHBLD))
- Heinz Kähler (1905–1974), deutscher Archäologe